# Gottsmannsgrün (Berg)
Gottsmannsgrün ist ein Gemeindeteil der Gemeinde Berg im Landkreis Hof (Oberfranken, Bayern).

## Lage
Geologisch befindet sich Gottsmannsgrün am Ostrand des Frankenwaldes im hügeligen Übergang zum Fichtelgebirge östlich der Bundesautobahn 9 und nordöstlich der Gemeinde Berg. Die Kreisstraße HO 8 verbindet Gottsmannsgrün mit dem Umland.

## Geschichte

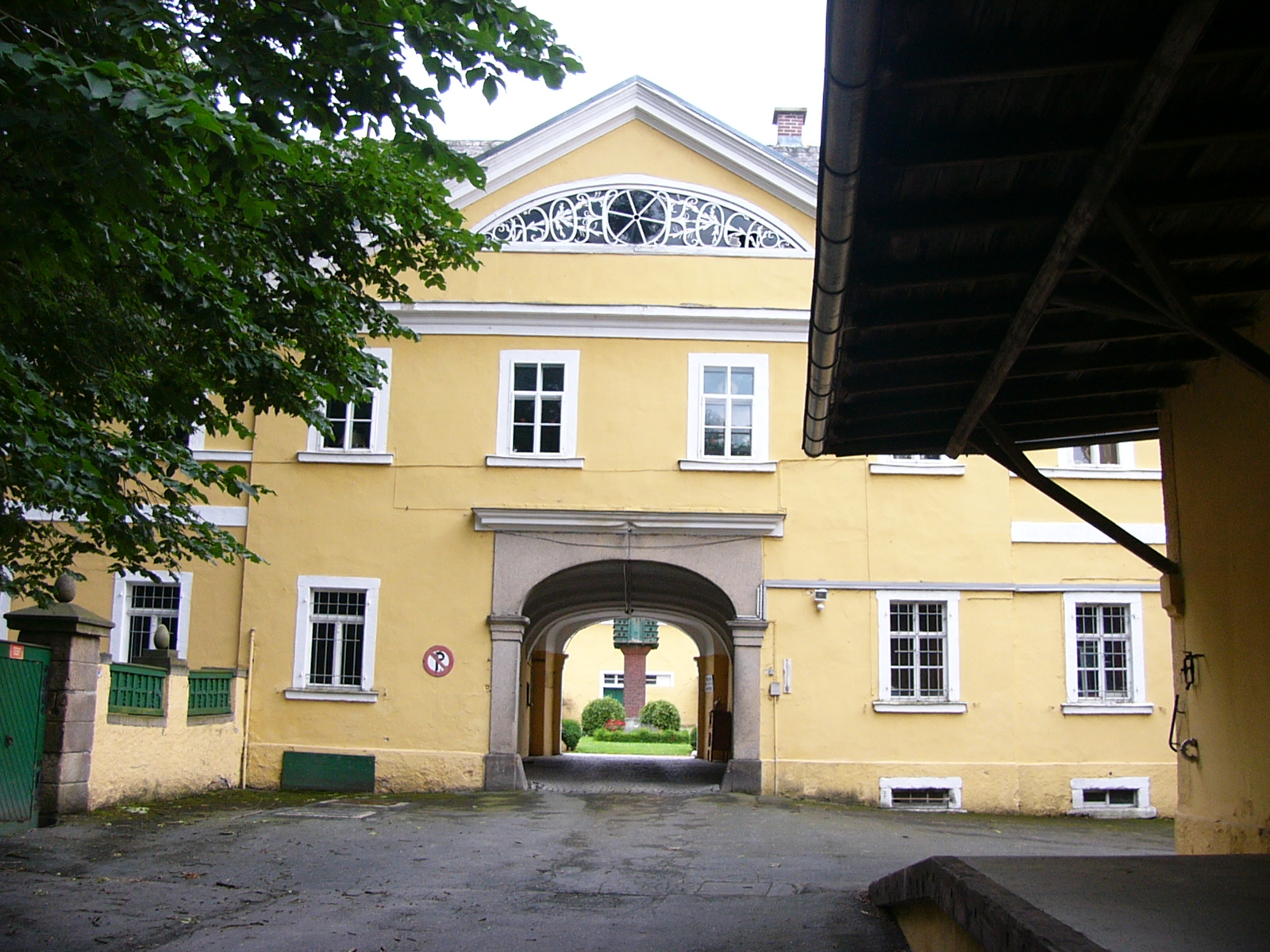
Ehemalige Brauerei

In Gottsmannsgrün befand sich die Gottsmannsgrüner Brauerei auf dem Gelände eines ehemaligen Schlosses. Der erste Ansitz war ursprünglich ein Vorwerk von Brandstein von 1318 bis 1615 im Besitz der Familie von Dobeneck. Am 1. Januar 1978 wurde die Gemeinde in die Nachbargemeinde Berg eingegliedert.